# Monommata astia
Monommata astia är en hjuldjursart som beskrevs av Myers 1930. Monommata astia ingår i släktet Monommata och familjen Notommatidae. Arten är reproducerande i Sverige. Inga underarter finns listade i Catalogue of Life.